# Raimondo Capizucchi
Raimondo Capizucchi OP (ur. 7 listopada 1615 w Rzymie, zm. 22 kwietnia 1695 tamże) – włoski kardynał.

## Życiorys
Urodził się 7 listopada 1615 roku w Rzymie, jako syn Poggio Catino i Ortensia Marescotti, otrzymując na chrzcie imię Camillo. W młodości wstąpił do zakonu dominikanów, a w 1630 roku złożył profesję wieczystą. Kilkakrotnie pełnił funkcję teologa Domu Papieskiego, jednocześnie odmawiając nominacji biskupiej. 1 września 1681 roku został kreowany kardynałem prezbiterem i otrzymał kościół tytularny Santo Stefano al Monte Celio. Wraz z kardynałami Lorenzo Brancatim i Michelangelo Riccim został członkiem komisji kardynalskiej mającej osądzić Miguela de Molinosa. Zmarł 22 kwietnia 1695 roku w Rzymie.